# Pietro Saccardo

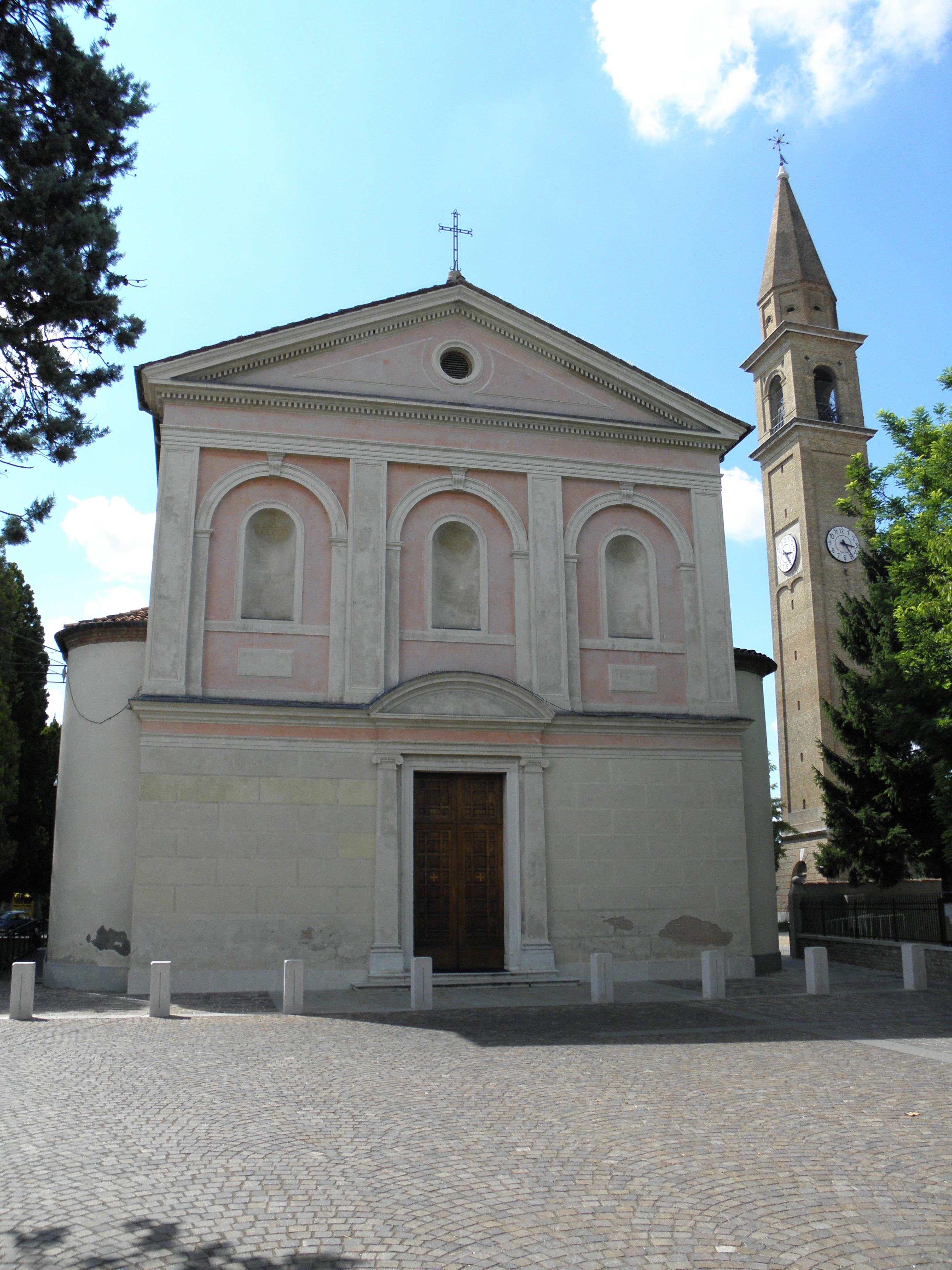
La facciata della parrocchiale Sant'Andrea Apostolo a Favaro Veneto, progettata nella sua ultima costruzione dal Saccardo.

Pietro Saccardo (Venezia, 28 settembre 1830 – Chirignago, 19 novembre 1903) è stato un architetto e ingegnere italiano.

## Biografia
Nacque dal medico Andrea Saccardo e da Carolina Coppano a Venezia dove la famiglia, originaria di Selva del Montello, si era stabilita al principio dell’800.
Nel 1853 conseguì la laurea in matematica presso l'Università di Padova. Nel 1860 sposa Rosanna degli Angelini, da cui avrà 11 figli. 
Fu per lunghi anni proto della Basilica di San Marco di Venezia (dal 1887 al 1902) e della Scuola Grande di San Rocco a Venezia. Fondò lo studio del Mosaico, tuttora funzionante, che è alla base della conservazione del manto musivo e degli apparati d'oro .
Progettò, restaurò e ampliò un importante numero di chiese soprattutto nelle diocesi di Venezia e Treviso. Contribuì in maniera significante alla messa a punto di metodologie di restauro innovative per l'800, applicate in particolare negli interventi sulla Basilica di San Marco, basate sulla conservazione e valorizzazione dell'opera in quanto tale (metodologia per la quale aveva avuto contatti con Zorzi e John Ruskin), al contrario dei precedenti interventi coi quali veniva attuata la ricostruzione tout-court dell'opera architettonica e del manufatto artistico. 
Importante fu anche il suo studio, effettuato con criteri scientifici, di nuovi materiali da impiegare per il consolidamento della pietra lapidea con l'utilizzo di silico-alluminati.  
Conseguentemente alla polemiche sulla caduta del Campanile di San Marco, rassegnò le dimissioni da Proto; successivamente venne pienamente riabilitato appena fu chiarito che la rovinosa caduta avvenne a causa di alcuni interventi sulla cortina di muratura del manufatto, avvenuti senza il suo consenso e in sua assenza.